# Código Internacional de Nomenclatura de Procariotos
O Código Internacional de Nomenclatura de Procariotos (mais conhecido pela sua sigla inglesa, ICNP) anteriormente Código Internacional de Nomenclatura de Bactérias (sigla inglesa, ICNB) ou Código Bacteriológico (sigla inglesa, BC) rege os nomes científicos para Bactérias e Arquéias. Ele denota as regras para nomear táxons de bactérias, de acordo com sua classificação relativa. Como tal, é um dos códigos de nomenclatura da biologia.
Originalmente, o Código Internacional de Nomenclatura Botânica lidava com bactérias e manteve referências a bactérias até que foram eliminadas no Congresso Internacional de Botânica de 1975. Um antigo código para a nomenclatura de bactérias foi aprovado no 4º Congresso Internacional de Microbiologia em 1947, mas foi posteriormente descartado.
A última versão a ser impressa em livro é a Revisão de 1990, mas o livro não representa as regras atuais. A revisão de 2008 foi publicada no International Journal of Systematic and Evolutionary Microbiology (IJSEM). As regras são mantidas pelo Comitê Internacional de Sistemática de Procariontes (ICSP; anteriormente o Comitê Internacional de Bacteriologia Sistemática, ICSB).
A linha de base para nomes de bactérias são as Listas Aprovadas com um ponto de partida em 1980. Novos nomes de bactérias são revisados pelo ICSP como estando em conformidade com as Regras de Nomenclatura e publicados no IJSEM.
A partir de 2011, a separação formal dos códigos botânicos e bacteriológicos continua a causar problemas com a nomenclatura de alguns grupos.

## Versões
- Buchanan, R. E., and Ralph St. John-Brooks. (1947, June) (Editors). Proposed Bacteriological Code of Nomenclature. Developed from proposals approved by International Committee on Bacteriological Nomenclature at the Meeting of the Third International Congress for Microbiology. Publication authorized in Plenary Session, pp. 61. Iowa State College Press, Ames, Iowa. U.S.A. Hathi Trust.
- Buchanan R. E., St , John-Brooks R., Breed R. S. (1948). «International bacteriological code of nomenclature». Journal of Bacteriology. 55 (3): 287–306. PMC 518444. PMID 16561459. doi:10.1128/jb.55.3.287-306.1948 Reprinted 1949, Journal of General Microbiology 3, 444–462.
- International Committee on Bacteriological Nomenclature. (1958, June). International code of nomenclature of bacteria and viruses. Ames, Iowa State College Press. BHL.
- Lapage, S.P., Sneath, P.H.A., Lessel, E.F., Skerman, V.B.D., Seeliger, H.P.R. & Clark, W.A. (1975). International Code of Nomenclature of Bacteria. 1975 Revision. American Society of Microbiology, Washington, D.C
- Lapage, S.P., Sneath, P.H.A., Lessel, E.F., Skerman, V.B.D., Seeliger, H.P.R. & Clark, W.A. (1992). International Code of Nomenclature of Bacteria. Bacteriological Code. 1990 Revision. American Society for Microbiology, Washington, D.C. link.
- Parker, C.T., Tindall, B.J. & Garrity, G.M., eds. (2019). International Code of Nomenclature of Prokaryotes. Prokaryotic Code (2008 Revision). International Journal of Systematic and Evolutionary Microbiology 69(1A): S1–S111. doi: 10.1099/ijsem.0.000778